# Bagaceratops
Bagaceratops („Malá rohatá tvář“) byl malý rohatý dinosaurus, který žil asi před 80 miliony let (ve svrchní křídě) na území dnešního Mongolska. Patřil k nejmenším známým ceratopsidům, byl dlouhý jen 0,8 až 0,9 metru, asi 0,5 metru vysoký a jeho hmotnost se pohybovala pouze kolem 5,7 až 7 kilogramů.

## Popis
Stejně jako všichni ostatní rohatí dinosauři byl i Bagaceratops býložravý a jeho nejbližším příbuzným byl známější rod Protoceratops. Měl menší lebeční límec s počínajícím kostěným hřebenem, táhnoucím se od ostrého rohovinou pokrytého zobáku. Také měl na vrcholku čenichu tupý, pahýlovitý roh a na lících rohaté výčnělky.

## Zařazení
Bagaceratops je obvykle řazen do čeledi Bagaceratopidae a mezi jeho nejbližší příbuzné patří rody Magnirostris a Breviceratops. Pod tento taxon by ve skutečnosti mohl spadat také anatomicky velmi podobný rod Lamaceratops, známý ze sedimentů stejného stáří na lokalitě Chulsan v mongolské Gobi.